# ...And the Circus Leaves Town
...And the Circus Leaves Town is het vierde album van de band Amerikaanse stonerrock/metalband Kyuss. Het album werd uitgegeven in 1995.

## Tracklist
| nr. | titel               | muziek                                                    | duur  |
| --- | ------------------- | --------------------------------------------------------- | ----- |
| 1   | Hurricane           | John Garcia / Josh Homme                                  | 2:41  |
| 2   | One Inch Man        | John Garcia / Scott Reeder                                | 3:30  |
| 3   | Thee Ol' Boozeroony | Scott Reeder                                              | 2:47  |
| 4   | Gloria Lewis        | John Garcia / Josh Homme                                  | 4:02  |
| 5   | Phototropic         | Josh Homme                                                | 5:13  |
| 6   | El Rodeo            | John Garcia / Josh Homme                                  | 5:35  |
| 7   | Jumbo Blimp Jumbo   | Josh Homme                                                | 4:39  |
| 8   | Tangy Zizzle        | Josh Homme                                                | 2:39  |
| 9   | Size Queen          | Josh Homme                                                | 3:46  |
| 10  | Catamaran           | Mario Lalli / Larry Lalli / Gary Arce / Alfredo Hernández | 2:59  |
| 11  | Spaceship Landing   | Josh Homme / John Garcia / Scott Reeder                   | 34:04 |

Het nummer Spaceship Landing bestaat uit drie delen:
1. "Spaceship Landing" – 00:00 – 11:15 (Josh Homme)
2. "M'deea" – 14:48 – 15:02
3. "Day One" – 32:14 – 34:04 (Scott Reeder)

Voor het nummer One Inch Man is een muziekvideo gemaakt.

Het nummer Day One geschreven voor Dave Grohl en Krist Novoselic na de zelfmoord van zanger Kurt cobain. Deze stond op de Gardenia-single.

Het nummer Catamaran is een cover van de band Yawning Man. Alfredo Hernández speelt drum in deze band. Dit nummer is in 2009 door Yawning Man uitgebracht op het album The Birth of Sol (The Demo Tapes)

Het nummer Hurricane is te horen in het videospel Need for Speed: Carbon.

## Uitvoerende musici
- John Garcia - Zang
- Josh Homme - Gitaar
- Scott Reeder - Basgitaar
- Alfredo Hernández - Drum

### Overige musici
- Mario Lalli – Achtergrondzang
- Gary Arce – Achtergrondzang
- Madman of Encino – Achtergrondzang